# Rudolf Caracciola
Otto Wilhelm Rudolf Caracciola (splošno znan kot Rudolf Caracciola (Napaka {{IPA}}: neprepoznana oznaka jezika: ʁuːdɔɫf kaʁaːtʃiːɔlɑ)), nemški dirkač, * 30. januar 1901, Remagen, Nemčija, † 28. september 1959, Kassel, Nemčija. 
Caracciola je bil nemški avtomobilistični dirkač. Trikrat je osvojil naslov evropskega avtomobilističnega prvaka, predvojne različice sedanjega Svetovnega prvenstva Formule 1, s čimer je rekorder po številu naslovov. Prav tako trikrat je osvojil naslov evropskega prvaka v gorskih dirkah, dvakrat s športnim dirkalnikom in enkrat z dirkalnikom tipa Grand Prix. Caracciola je tekmoval za moštvo Mercedes-Benza v času prvotne dominacije Srebrnih puščic, ki so dobile ime po srebrni barvi dirkalnikov, za moštvo je sodeloval tudi pri postavljanju kopenskih hitrostnih rekordov. V Nemčiji je dobil vzdevek Caratsch, znan pa je bil tudi kot Regenmeister (Kralj dežja), zaradi sposobnosti dirkanja po mokri stezi. 
Caracciola se je začel z dirkanjem ukvarjati kot pripravnik v aachenski avtomobilski tovarni Fafnir v začetku dvajsetih let, najprej z motocikli, nato še z avtomobili. Za Mercedes-Benz je osvojil prva naslova evropskega prvaka v gorskih dirkah v letih 1930 in 1931, nato je prestopil v Alfo Romeo, kjer je leta 1932 osvojil še svoj tretji naslov. Za sezono 1933 je skupaj s prijateljem in dirkačem Louisom Chironom ustanovil privatno moštvo Scuderia C/C, toda na prostem treningu pred prvo dirko sezone za Veliko nagrado Monaka je v nesreči utrpel večkratni zlom stegnenice na desni nogi. Poškodba mu je preprečevala sodelovanje na dirkah več kot leto dni, za vedno pa je imel desno nogo pet centimetrov krajšo od leve. Za sezono 1934 se je vrnil s ponovno ustanovljenim moštvom Mercedes-Benz, s katerim je osvojil tri naslove evropskega avtomobilističnega prvaka, v sezonah 1935, 1937 in 1938. Kot večina nemških dirkačev v tridesetih letih, je bil član paravojaške nacistične organizacije NSSK, nikoli pa ni bil član nacistične stranke. Po koncu Druge svetovne vojne se je vrnil na dirke, toda poškodoval se je ob trčenju na kvalifikacijah za dirko Indianapolis 500 1946. Drugi poskus vrnitve pa je ponovno preprečila nesreča, tokrat na dirki športnih dirkalnikov v Švici. 
Po dirkaški upokojitvi je Caracciola deloval kot prodajalec Mercedes-Benza za vojake organizacije NATO nastanjene v Evropi. Umrl je leta 1959 v nemškem mestu Kassel zaradi odpovedi ledvic. Pokopan je v Švici, kjer je živel od začetka tridesetih let. Velja za enega najboljših dirkačev obdobja pred Drugo svetovno vojno, znan je bil kot perfekcionist, ki je blestel v vseh pogojih. Njegovih šest zmag na dirki za Veliko nagrado Nemčije še vedno ostaja rekordni dosežek.

## Zgodnje življenje in kariera
Rudolf Caracciola se je rodil 30. januarja 1901 v nemškem mestu Remagen, kot četrti otrok Maximiliana in Mathilde, ki sta vodila družinski Hotel Caracciola. Njegovi predniki so se med Tridesetletno vojno izselili iz Neaplja in se preselili v nemško mesto Rhineland, kjer je princ Bartolomeo Caracciolo poveljeval Utrdbi Ehrenbreitstein pri Koblenzu. Caracciola se je že od rane mladosti zanimal za avtomobile, od štirinajstega leta pa si je želel postati dirkač. Med Prvo svetovno vojno je vozil enega zgodnjih modelov Mercedesa, v starosti osemnajstih let pa je pridobil vozniški izpit. Po maturi je oče želel, da se Caracciola vpiše na univerzo, toda po njegovi smrti je postal pripravnik v avtomobilski tovarni Fafnir v mestu Aachen.
Motošport je bil v Nemčiji v tistem času, podobno kot drugod v Evropi, zaprt šport omejen predvsem na višje sloje. Z razvojem in profesionalizacijo športa, so profesionalni dirkači, kot je bil Caracciola, prevzemali primat. Caracciola je svoje prve dirkaške uspehe dosegel, še ko je delal v tovarni Fafnir in je z motociklom NSU dosegel več zmag na vzdržljivostih dirkah. Ko se je leta 1922 Fafnir odložil udeležiti svoje prve avtomobilistične dirke na dirkališču AVUS (Automobil-Verkehrs- und Übungs-Straße), je Caracciola nastopal z enim od tovarniških avtomobilov. Dosegel je četrto mesto v absolutni konkurenci, v svojem razredu je zmagal, bil je tudi najhitrejši dirkač z Fafnirovim dirkalnikom. Nato se je udeležil dirke na Opelbahnu v Rüsselsheimu, kjer je zmagal. V mestu Aachen pa ni ostal dolgo, saj je leta 1923 v nočnem klubu udaril vojaka okupacijske belgijske vojske, zato je zbežal. Preselil se je v Dresden, kjer je še vedno deloval kot predstavnik Fafnirja. Aprila istega leta je zmagal na dirki na Berlinskem stadionu s sposojenim dirkalnikom Ego 4KM. V svoji avtobiografiji je Caracciola zapisal, da je za Fafnir prodal le en avtomobil, pa še tedaj je, zaradi visoke inflacije, ob dobavi avtomobila kupnina pokrila le hupo in prednji luči.
V drugi polovici leta 1923 ga je najela tovarna Daimler-Motoren-Gesellschaft za prodajalca v Dresdenskem avtomobilskem salonu. Caracciola je ob tem nadaljeval tudi z dirkalnikom. Z Mercedesi 6/25/40KM je zmagal na štirih od osmih dirk v sezoni 1923. Uspehi so se nadaljevali tudi v sezoni 1924, ko je nastopal z novim superkompresorskim 1,5 litrskim Mercedesom, s katerim je dosegel petnajst zmag, tudi na gorski dirki Klausenpass v Švici. Udeležil se je tudi dirke za Veliko nagrado Italije na dirkališču Autodromo Nazionale Monza kot rezervni dirkač Mercedesa, toda na dirki ni sodeloval. V sezoni 1925 je z 1,5 litrskom dirkalnikom dosegel pet zmag, tudi gorski dirki v Kniebisu in Freiburgu z Mercedesom 24/100/140KM. Z vse boljšimi dosežki na dirkah, je Caracciola opustil svoje načrte za študij strojništva.

## 1926–1930: preboj
Caraccioli je preboj v dirkaški karieri uspel v sezoni 1926. Dirka za Veliko nagrado Nemčije je potekala 11. julija na dirkališču AVUS, udeležilo pa se jo je tudi pred kratkim združeno podjetje Mercedes-Benz. Ko je za to slišal Caracciola, je za nekaj dni zapustil svoje delovno mesto in v Mercedesovi pisarni v Stuttgartu je zaprosil za dirkalnik. Mercedes se je strinjal ter Caraccioli in Adolfu Rosenbergerju posodil dva 2-litrska dirkalnika tipa M218, toda na dirko sta se morala prijaviti kot privatnika. Rosenberger je na dirki dobro štartal pred 230.000 gledalci, Caraccioli pa je ob štartu ugasnil motor. Njegov mehanik sovoznik, Eugen Salzer, je izstopil iz dirkalnika in ga porival, da je vžgal. Uspela sta ga ponovno zagnati, toda proti vodilnim sta izgubila minuto. Po nekaj krogih je pričelo deževati in Caracciola je napredoval za več mest, ker je nekaj dirkačev odstopilo v težkih razmerah. Rosenberger je izgubil nadzor nad dirkalnikom in v osmem krogu je ob prehitevanju počasnejšega dirkača za krog v ovinku Nordschleife izgubil nadzor nad dirkalnikom in trčil v časomerilčevo kabino. Pri tem so umrli vsi trije, Rosenberger, njegov mehanik sovoznik in časomerilec. Caracciola v megli in dežju ni vedel, katero mesto zaseda, toda odločil se je, da nadaljuje in vsaj konča dirko. Po koncu zadnjega, dvajsetega kroga, je presenečen ugotovil, da je zmagovalec. Nemški medijo so mu zaradi te dirke nadeli vzdevek Regenmeister (Kralj dežja), zaradi sposobnosti dirkanja po mokri stezi.
Caracciola je nagrado 17.000 RM porabil za ustanovitev predstavništva za Mercedes-Benz v prestižnem predelu Berlina, Kurfürstendamm. Ob tem se je poročil tudi s svojim dekletom, Charlotte, ki jo je bil spoznal leta 1923, ko je delal za Daimler v Dresdnu. Nadaljeval je tudi z dirkanjem na domačih dirkah, v Freiburgu je končal preizkušnjo na leteči kilometer, kjer je postavil rekord za športne dirkalnike z novim 2-litrskim Mercedes-Benzom tip K. Caracciola se je prijavil tudi na gorsko dirko Klausenpass, kjer je postavil nov rekord za turne avtomobile, zmagal je na gorski dirki Semmering v razredu za turne avtomobile. Novozgrajena steza Nürburgring je v sezoni 1927 gostila dirko Eifelrennen, ki je pred tem potekala po javnih cestah v pogorju Eifel od leta 1922. Caracciola je to dirko dobil, mesec dni kasneje pa je na istem dirkališču potekala še pomembnejša dirka za Veliko nagrado Nemčije, toda tokrat je moral odstopiti zaradi okvare dirkalnika, zmagal pa je Otto Merz. V sezoni je dosegel enajst zmag, skoraj vse z dirkalnikom Mercedes-Benz tip S, razvitem v razvojnim oddelkom Mercedes-Benza, ki ga je vodil Ferdinand Porsche.
Caracciola je v sezoni 1928 uspel ponovno zmagati na najpomembnejši domači dirki za Veliko nagrado Nemčije z novim 7,1-litrskim Mercedes-Benzom SS na dirkališču Nürburgring Zmago si je delil skupaj s Christianom Wernerjem, ki je prevzel Caracciolov dirkalnik po tem, ko se je slednji ob postanku v boksih zgrudil zaradi izčrpanosti in velike vročine. Velika nagrada Nemčije je, kot več ostalih dirk tistega časa, ignorirala Grand Prix pravila, ki jih je postavila zveza Association Internationale des Automobile Clubs Reconnus (AIACR) ter ki so omejevala maso dirkalnika in porabo goriva. Namesto tega je dirka potekala pod pravili Formula Libre, torej brez omejitev. Zaradi tega se je Mercedes-Benz, bolj kor razvoju Grand Prix dirkalnikov, posvetil razvoju športnih dirkalnikov, Caracciola je nastopal z najnovejšim modelom SSK, s katerim je na gorski dirki Semmering svoj rekord steze izboljšal še za pol sekunde.
Prvič je dirka za Veliko nagrado Monaka potekala v sezoni 1929. Caracciola je na dirki kot običajno nastopil s 7,1-litrskim modelom SSK. Štartal je iz zadnje štartne vrste, štartna mesto so žrebali, in se že kmalu za vodstvo boril z Bugattijevim dirkačem Williamom Grover-Williamsom. Toda zaradi štiriinpolminutnega postanka v boksih za dolivanje goriva Grover-Williamsa, ki je nastopal z neprimerno manjšim in lažjim dirkalnikom, ni več mogel ujeti, je pa osvojil tretje mesto. Ponovno pa je uspel zmagati na dirki za Veliko nagrado Irske na mokri stezi, s čimer je še potrdil svoj sloves specialista za dežne dirke. Skupaj z Wernerjem je v sezoni 1930 nastopil na vzdržljivostih dirkah Mille Miglia, kjer sta zasedla šesto mesto, in 24 ur Le Mansa, kjer sta morala po vodstvu skozi začetni del dirke odstopiti zaradi okvare motorja. V sezoni 1930 je ubranil zmago na dirki za Veliko nagrado Irske na dirkališču Phoenix Park, ob tem pa je s štirimi zmagami prvič osvojil naslov evropskega prvaka v gorskih dirkah. Zaradi bankrota tovarne je moral zapreti svojo predstavništvo v Berlinu.

## 1931–1932: prestop k Alfi Romeo
Mercedes-Benz se je leta 1931 uradno umaknil iz motošporta zaradi Velike gospodarske krize, kljub temu pa so ohranili podporo Caraccioli in nekaj ostalim dirkačev, športni direktor zdaj neodvisnega moštva pa je ostal Alfred Neubauer. Predvsem zaradi krize je bil Caracciola edini Mercedesov dirkač, ki se je v sezoni 1931 udeležil dirke za Veliko nagrado Monaka, nastopal je z dirkalnikom SSKL, ki je skrajšana različica dirkalnika SSK. Caracciola in Luigi Fagioli z Maseratijem sta ogrožala vodstvo Bugattijevih dirkačev, Louisa Chirona in Achilla Varzija, toda Caracciola je zaradi okvare sklopke odstopil. 100.000 gledalcev se je zbralo na dirki za Veliko nagrado Nemčije na Nürburgringu. Pred dirko je pričelo deževati, Caracciola pa je v prvih krogih napadal vodilnega Fagiolija. Kljub močnemu pršu vode izza Fagiolijevega Maseratija, ga je Caracciola uspel v ovinku Schwalbenschwanz prehiteti. V šestem krogu se je steza začela sušiti in Chiron, ki je tedaj držal drugo mesto z Bugattijem, je začel loviti Caracciolo, ki je nastopal s precej težjim dirkalnikom. Caracciolov postanek, ki je bil opravljen v rekordno hitrem času, mu je pomagal obdržati vodstvo pred Chironom, ki je v zadnjem delu dirke vozil tudi petnajst sekund hitreje na krog hitreje, toda Caracciola je vseeno uspel zmagati z več kot minuto prednosti.
Na dirki za Veliko nagrado Masaryka je Caracciola ostal nepoškodovan v hudem trčenju. On in Chiron sta napadala vodilnega Fagiolija, ko je slednji trčil v leseno ogrado mostu in zletel na cesto pod mostom. Caracciola in Chiron, ki sta vozila tik za njim, sta se ognila razbitinam dirkalnika z vožnjo po jarku ob cesti. Chironu je uspelo zapeljati iz jarka nazaj na stezo, Caracciola pa se je zaletel v drevo in moral odstopiti. Kljub omenjeni nesreči je bil Caracciola ponovno uspešen na gorskih dirkah, saj je osemkrat zmagal z dirkalnikom SKKL ter s tem ubranil naslov Evropskega prvaka. Najodmevnejši dosežek Caracciole v sezoni 1931 je bila zmaga na dirki Mille Miglia. V začetku dirke se je za vodstvo borilo več dirkačev Alfe Romeo, toda v drugem delu dirke je Caracciola prevzel vodstvo in zmagal dirko v rekordnem času. S sovoznikom Wilhelmom Sebastianom, ki pa ni poprijel za volan, sta s tem postala prva tuja zmagovalca dirke. Od tedaj je na celotni stezi kot tujcema uspelo zmagati le še Stirlingu Mossu in Denisu Jenkinsonu leta 1955.
Mercedes-Benz se je v začetku leta 1932 popolnoma umaknil iz motošporta zaradi krize. Zato je Caracciola prestopil k Alfi Romeo, toda Mercedesu je obljubil povratek, če se bodo vrnili na dirke. Podpisal je pogodbo, po kateri je za italijansko moštvo nastopal napol kot privatnik. Caracciola je kasneje zapisal, da športni direktor Alfe Romeo ni želel govoriti o določilih njegove pogodbe. Sam je menil, da italijanski dirkači niso verjeli, da bi se lahko uspešno privadil na mnogo manjše dirkalnike od Mercedesovih. Njegova prva dirka za novo moštvo je bila Mille Miglia v sezoni 1932, ko je v začetku dirke povedel, toda kasneje je moral odstopiti zaradi okvare ventila. Caracciola je kasneje zapisal, da se še vedno spominja izraza na obrazu Giuseppeja Camparija ob povratku v tovarno z rahlim nasmeškom, kot bi morda želel dejati, da se mu je zdelo, da njegov dirkalnik ni mogel priti do cilja.
Naslednja dirka je bila dirka za Veliko nagrado Monaka, kjer je v prvem delu držal četrto mesto, po postanku Baconina Borzacchinija za menjavo pnevmatik in okvari Achilla Varzija pa se je prebil na drugo mesto. Nato je začel loviti moštvenega kolego in vodilnega dirkača, Tazia Nuvolarija. Deset krogov pred ciljem se mu je Caracciola že tako približal, da ga je lahko videl prestavljati. Dirko je končal tik za njim, gledalci pa so po koncu skandirala Caraccioli, ker so menili, da Nuvolarija ni napadel le, ker je bil njegov moštveni kolega. Kljub temu pa mu je ta dirka prinesla pogodbo za tovarniškega dirkača Alfe Romeo.
Alfa Romeo je dominirala v preostanku sezone. Nuvolari in Campari sta na dirki za Veliko nagrado Italije nastopala z novimi dirkalniki Alfa Romeo P3, Borzacchini in Caracciola pa še s starejšimi in težjimi dirkalniki tipa 8C. Caracciola je odstopil zaradi okvare dirkalnika, toda kasneje je prevzel Borzacchinijev dirkalnik, ker je slednjega zadel kamen. Končala sta na tretjem mestu za Nuvolarijem in Fagiolijem. Na dirki za Veliko nagrado Francije se je Caracciola, zdaj tudi z novim dirkalnikom tipa P3, v prvem delu dirke za vodstvo boril z Nuvolarijem. Zaradi velike dominantnosti novih dirkalnikov so lahko vrstni red prvih treh določili v boksih, zmagal je tako Nuvolari pred Borzacchinijem in Caracciolo. Podobno je bilo na dirki za Veliko nagrado Nemčije, le da je tu zmagal Caracciola pred Nuvolarijem in Borzacchinijem.
Caracciola je ob tem zmagal še na dirkah za Veliko nagrado Poljske, Veliko nagrado Monze in dirki Eifelrennen na Nürburgringu, poleg tega pa je dosegel še pet zmag na gorskih dirkah in s tem osvojil svoj tretji in zadnji naslov Evropskega prvaka v gorskih dirkah. Na dirki Avusrennen pa ga je premagal Manfred von Brauchitsch, ki je nastopal s privatnik dirkalnikom SSK z aerodinamično šasijo, Caracciola je bil drugi. Nemško občinstvo je Caracciolo izžvižgalo, ker je nastopal za italijansko moštvo, von Brauchitsch pa je bil deležen vse pozornosti nemške javnosti.

## 1933–1934: poškodba in vrnitev k Mercedesu
Ob začetku sezone 1933 je Alfa Romeo umaknila tovarniško moštvo iz motošporta, tako je Caracciola ostal brez dirkalnika. Ko je bil na počitnicah v Arosi skupaj s svojim dobrim prijateljem Louisom Chironom, monaškim dirkačem, ki ga je malo pred tem odpustil Bugatti, sta se odločila ustanoviti privatno moštvo Scuderia C/C (Caracciola-Chiron) Kupila sta tri dirkalnike Alfa Romeo Monza, Daimler-Benz pa jima je zagotovil tovornjak za njihov transport. Chironov dirkalnik je bil obarvan modro z belo črto, Caracciolov pa belo z modro črto. Novoustanovljeno moštvo se je kot prve dirke udeležila dirko za Veliko nagrado Monaka. Drugi dan prostih treningov, ko je Chironu razkazoval stezo, kajti prvič se je udeležil te dirke, je Caracciola pred ovinkom Tabac izgubil nadzor nad dirkalnikom. Odpovedale so zavore na treh kolesih, kar je destabiliziralo dirkalnik. Na hitro se je moral odločiti med tem, da zavije v morje, ali trči v zid. Instinktivno se je odločil za slednje. Caracciola je kasneje opisal nesrečo z besedami:
Poškodovana je bila le stranica dirkalnika, posebej okoli sedeža. Previdno sem povlekel noge iz jeklenega ogrodja. Počasi sem se vzdignil iz sedeža, želel sem čim hitreje iz dirkalnika. S tem bi vsem pokazal, da se nisem poškodoval v trčenju. Stopil sem na tla. V tistem trenutku sem v nogi začutil močno bolečino. Bila je nevzdržna bolečina, kot bi jo rezalo več žarečih se nožev. Padel sem, takrat pa me je z rokami ujel Chiron.
Caracciolo so odnesli na stolu iz bližnje trafike, nato pa odpeljali v bolnišnico. Utrpel je večkratni zlom desne stegnenice, zdravniki pa niso verjeli, da bi lahko še kdaj dirkal. Kasneje je bil prepeljal v privatno bolnišnico v Bologni, kjer je imel šest mesecev nogo v mavcu. Caracciola se je zdravil hitreje od napovedi zdravnikov in pozimi je Charlotte odpeljala moža v Aroso, kjer sta nadmorska višina in svež zrak še pripomogla k okrevanju.
Prevzem oblasti s strani Nacistične stranke 30. januarja 1933 v Nemčiji je dal nemškim avtomobilskim tovarnam, predvsem Mercedes-Benzu in Auto Unionu, priložnost za povratek na dirke. Ob obljubi s strani nacistične vlade o subvencijah, sta obe tovarni večino leta 1933 razvijala vsaka svoj dirkalnik. Alfred Neubauer, športni direktor Mercedesa, je novembra odpotoval v Lugano, da bi podpisal pogodbo s Caracciolo za sezono 1934, v primeru da bo fizično pripravljen. Neubauer je izzval Caracciolo naj pokaže, če že lahko hodi, toda le-ta kljub prvotnim nasmeškom še ni zdaleč ni bil pripravljen. Kljub temu mu je Neubauer ponudil pogodbo, toda le, če bo svojo pripravljenost dokazal na dirkališču AVUS v začetku prihodnjega leta. Caracciola se je s tem strinjal in se odpravil v Stuttgart podpisat pogodbo. Potovanje ga je tako utrudilo, da je večino prostega časa preživel v svoji hotelski postelji.
Ob vrnitvi v Lugano je izvedel tragično novico. Njegova soproga Charlotte je umrla, ko je njeno skupino ob smučanju v Švicarskih Alpah pokopal plaz. Caracciola se je v času žalovanja popolnoma umaknil iz javnega življenja, blizu je bil tudi odločitvi o upokojitvi od dirkanja. Chironov obisk ga je spodbudil k nadaljevanju dirkaške kariere in kljub drugim načrtom je pred dirko za Veliko nagrado Monaka odpeljal častni krog. Čeprav ga je ob vožnji še nekoliko bolela noga, pa ga je ta izkušnja prepričala v vrnitev na dirke.
Caracciola je aprila testiral nov dirkalnik Mercedes-Benz W25 na dirkališču AVUS. Kljub temu, da je bila kot posledica poškodbe njegova desna noga pet centimetrov krajša od leve, zaradi česar je vidno šepal, so ga sprejeli v tovarniško moštvo za sezono 1934. Toda Neubauer je umaknil vse dirkalnike Mercedesovega moštva iz prve nemške dirke sezone Avusrennen, ker so bili na prostih treningih Auto Unionovi dirkači občutno hitrejši. Caraccioli v moštvu niso pustili nastopiti na dirki Eifelrennen na zelo zahtevnem dirkališču Nürburgring, toda dober mesec kasneje je že nastopil na istem dirkališču na najpomembnejši nemški dirki sezone za Veliko nagrado Nemčije. V trinajstem krogu je s prehitevanjem Hansa Stucka po zunanji strani ovinka Karussel prevzel vodstvo, toda le krog kasneje je moral odstopiti zaradi okvare motorja. Več sreče je imel na septembrski dirki za Veliko nagrado Italije, kjer je v veliki vročini štartal iz četrtega mesta, že kmalu pa se je prebil na drugo in začel napadati vodilnega Stucka. Po devetinpetdesetih krogih je zapeljal v bokse zaradi hudih bolečin v poškodovani nogi, zato je njegov dirkalnik je prevzel Luigi Fagioli, ki je zmagal pred Taziem Nuvolarijem v Stuckovem dirkalniku. Vidnejša rezultata je dosegel še na dirki za Veliko nagrado Španije z drugim mestom, na dirki je sicer v prvem delu dirke vodil, toda kasneje ga je prehitel moštveni kolega Fagioli, kljub ukazom šefa moštva Neubauerja naj dirkači le še držijo svoja mesta, zmagal pa je na gorski dirki Klausenpass.

## 1935–1936: prvi naslov in rivalstvo z Rosemeyerjem
Caracciola je prvega od treh naslovov evropskega avtomobilističnega prvaka osvojil v sezoni 1935, ko so za prvenstvo štele dirke za Veliko nagrado Belgije, Nemčije, Švice, Italije in Španije. Sezono je začel z zmago na prvenstveni dirki v Belgiji, ko je zmagal pred Fagiolijem in Manfredom von Brauchitschem, ki sta skupaj nastopala z drugim dirkalnikom Mercedes-Benz W25. Nuvolari je na nemški dirki na Nürburgringu presenetljivo zmagal z dirkalnikom Alfa Romeo P3 pred Stuckom in Caracciolo. Švicarska dirka je potekala na dirkališču Bremgarten v Bernu, kjer je Caracciola ponovno zmagal, na stopničke pa sta se uvrstila še Fagioli in mladi Auto Unionov zvezdnik, Bernd Rosemeyer. Caracciola je zmagal še na španski dirki pred Fagiolijem im von Brauchitschem, tako da je, kljub odstopi v Italiji zaradi okvare menjalnika, osvojil svoj prvi naslov evropskega prvaka.
Ob tem je Caracciola na neprvenstvenih dirkah dosegel še zmago na dirki Eifelrennen na Nürburgringu in drugo mesto na dirki za Veliko nagrado Penya Rhina v Barceloni. Zmagal je tudi na dirki za Veliko nagrado Tripolija, ki jo je organiziral libijski guverner, general Italo Balbo. Dirka je potekala v puščavi okoli slanega jezera, Mercedesov športni direktor Neubauer pa je imel velike pomisleke glede pnevmatik zaradi velike vročine. Caracciola je začel slabše, toda po štirih postankih v boksih za menjavo pnevmatik je po tridesetih krogih od štiridesetih napredoval na tretje mesto. Po postankih Nuvolarija in Achilla Varzija je prevzel vodstvo in ga uspel zadržati do konca, kljub napadom Varzija ob koncu dirke. Caracciola je kasneje zapisal, da je na tej dirki začutil, da je njegova noga, poškodovana v monaški nesreči dve leti prej, pripravljena na največje napore, zato da spet sodi v krog najboljših dirkačev.
Za sezono 1936 je Mercedes-Benz skrajšal medosno razdaljo dirkalnika W25, motor pa izboljšal na delovno prostornino 4,74 litra. Kljub temu se je izkazalo, da dirkalnik ni konkurenčnem novemu dirkalniku Auto Uniona, Typ C. Mercedes ni zadosti izboljšal šasije, zato je bil dirkalnik z močnejšim motorjem nekonkurenčen in nezanesljiv. Kljub temu je Caracciola sezono začel z zmago na prvenstveni dirki za Veliko nagrado Monaka po štartu iz tretjega mesta, toda dirka je potekala v dežju in na netipični stezi. Vodil je tudi na dirki za Veliko nagrado Madžarske, toda moral je odstopiti zaradi okvare dirkalnika. Na drugi prvenstveni dirki sezone za Veliko nagrado Nemčije je moral odstopiti zaradi okvare črpalke za gorivo, v drugem delu dirke je prevzel dirkalnik Hermanna Langa, toda ponovno je moral odstopiti, tokrat zaradi okvare motorja. Caracciola je v prvem delu prvenstvene dirke za Veliko nagrado Švice vodil pred Rosemeyerjem, toda direktor dirke je v devetem krogu Caraccioli ukazal, da mora Rosemeyerja spustiti naprej zaradi nepravilnega zapiranja. Oba dirkača sta se po dirki zapletla v prepir o tem incidentu, kljub temu da je Caracciola kasneje odstopil zaradi okvare zadnjega vpetja. Mercedesov dirkalnik je bil tako slab, da je po zmagah Caracciole na dirkah za Veliko nagrado Monaka in Veliko nagrado Tunisa Neubauer sredi sezone popolnoma umaknil svoje dirkalnike z dirk, tako je Rosemeyer brez težav osvojil naslov evropskega prvaka.

## 1937: drugi naslov
Mercedes-Benz se je z začetkom sezone 1937 vrnil na dirke z novim dirkalnikom. Mercedes-Benz W125 je temeljil na dirkalniku W25, opremljen je bil z osem valjnim superkompresorskim 2,6 litrskim motorjem, ki je lahko proizvajal precej več moči od svojega predhodnika W25, 650 KM, W25 pa jih je zmogel 500. Na prvi pomembnejši dirki sezone Avusrennen se je zbralo 300.000 gledalcev na prenovljeni stezi. V želji po konstantno visokih hitrostih so ovinek Nortschleife nagnili navznoter, kar je predlagal sam Adolf Hitler. Z aerodinamično verzijo novega dirkalnika je Caracciola zmagal v polfinalni vožnji pred Rosemeyerjem s povprečno hitrostjo okoli 250 km/h, toda v finalu je moral odstopiti zaradi okvare menjalnika. Caracciola, Rosemeyer, Nuvolari in novi Mercedesev dirkač Richard Seaman so se odpravili na ameriško dirko Vanderbilt Cup, zaradi česar so zamudili prvenstveni dirko za Veliko nagrado Belgije, ki je potekala šest dni za tem. Caracciola je vodil do dvaindvajsetega kroga, ko je moral odstopiti zaradi okvare motorja.
Caracciola je na dirki za Veliko nagrado Nemčije štartal iz druge štartne vrsto, toda že kmalu se je prebil v vodstvo, ki ga je zadržal vse do cilja, drugo mesto je osvojil von Brauchitsch, tretji pa je bil Rosemeyer. Tri tedne kasneje je osvojil najboljši štartni položaj na dirki za Veliko nagrado Monaka, na dirki pa se je za vodstvo boril z von Brauchitschem. Mercedesova dirkača sta se večkrat izmenjala v vodstvo, toda zaradi padlega vijaka v motor Caracciolovega dirkalnika ob postanku v boksih, zaradi česar je izgubil tri minute in pol, je zmagal von Brauchitsch. Caracciola je drugo zmago sezone dosegel na prvenstveni dirki za Veliko nagrado Švice, ki je potekala na spolzki stezi zaradi dežja. Caracciola je postavil tudi nov rekord steze s povprečno hitrostjo 169 km/h in si še utrdil vzdevek Regenmeister.. 
Dirka za Veliko nagrado Italije je tokrat prvič potekala na dirkališču Livorno, namesto na tradicionalnem dirkališču Monza. Caracciola je osvojil najboljši štartni položaj in kljub dvema ponovitvama štarta, ki sta ju povzročila vdora gledalcev na stezo, je po vodstvu od štarta do cilja zmagal s prednostjo le 0,4 sekunde pred moštvenim kolego Hermannom Langom. S to zmago si je Caracciola zagotovil svoj drugi naslov evropskega prvaka.. Dva tedna kasneje je zmagal še na dirki za Veliko nagrado Masaryka, kjer je večino dirke sledil Rosemeyerju, ki pa je v zadnjem delu zdrsnil na robniku, s čimer je omogočil, da ga je Caracciola prehitel.
Caracciola se je leta 1937 drugič poročil s  Alice Hoffman-Trobeck, ki je delala kot časomerilka za Mercedes-Benz. Spoznal jo je leta 1932, ko je imela afero s Chironom. V tistem času je bila poročena z Alfredom Hoffman-Trobeckom, švicarskim poslovnežem in dedičem farmacevtskega imperija. Po Charlottini smrti je skrbela zanj, kmalu sta začela tudi afero, za katero ni vedel niti Chiron. Poročila sta se junija v Luganu, tik pred potjo na dirko v ZDA.

## 1938: hitrostni rekordi in tretji naslov
28. januarja 1938 je Caracciola z ekipo Mercedes-Benza za postavljanje hitrostnih rekordov na Avtocesti A5 med Frankfurtom in Darmstadtom poskušal popraviti več hitrostnih rekordov, ki jih je pred tem držal Auto Union. Sistem hitrostnih rekordov tistega časa je temeljil na več razredih dirkalnikov glede na delovno prostornino motorjev, kar je omogočalo uporabo spremenjenih Grand Prix dirkalnikov. Caracciola je že leta 1935 postavil rekord 311,985 km/h, toda to sta izboljšala  Auto Unionova dirkača Stuck in Rosemeyer. Z dirkalnikom Mercedes-Benz W125 Rekordwagen, ki je bil W125 z aerodinamično šasijo in večjim motorjem, je Caracciola postavil nov rekord za povprečno hitrost na leteči kilometer, 432,7 km/h, in letečo miljo 432,4 km/h, ki vse do danes ostajajo ene najvišjih hitrosti postavljene na javnih cestah. Dan pa se je končal tragično, saj se je Rosemeyer z dirkalnikom Auto Union v poskusu izboljšati nov Caracciolov rekord smrtno ponesrečil, ko je njegov dirkalnik pri 400 km/h zajel močan sunek vetra. Dirkalnik je zletel s ceste in se dvakrat prevrnil. Rosemeyerjeva smrt je na Caraccioli pustila globok pečat, kasneje je zapisal:
Kje je smisel, da en drugega priganjamo v smrt za nekaj sekund? Da služimo napredku? Da služimo človeštvu? Kakšna smešna fraza glede na veliko resničnost smrti. Toda za tem - čemu? Čemu? In prvič sem v tistem trenutku čutil, da vsak živi svoje življenje po lastnih zakonih. In zakon bojevnika je: izgoreti do zadnjega vlakna, ne glede na to, kaj se zgodi s pepelom.
V sezoni 1938 so se pravila Grand Prix zopet spremenila, ukinjen je bil sistem omejitev glede na maso dirkalnika, nov sistem pa je omejeval skupno pot batov. Nov dirkalnik Mercedes-Benza, W154, je pokazal dober potencial na dirki za Veliko nagrado Francije, kjer je zmagal von Brauchitsch pred Caracciolo in Langom za trojno Mercedesovo zmago. Caracciola je v sezoni dosegel dve zmagi, na prvenstveni dirki za Veliko nagrado Švice in dirki Coppa Acerbo, trikrat je bil drugi, poleg Francije še na dirki za Veliko nagrado Nemčije in dirki Grand Prix de Pau, trikrat pa je bil tretji, na dirkah za Veliko nagrado Italije in Veliko nagrado Tripolija. To mu je prineslo še tretji naslov evropskega prvaka. Najboljša vožnja sezone je bila na dežni dirki za Veliko nagrado Švice. Moštveni kolega Seaman je vodil prvih enajst krogov, preden ga je prehitel Caracciola in vodstvo zadržal vse do cilja kljub temu, da je izgubil vizir na čeladi, kar mu je močno oviralo pogled na stezo, še posebej zaradi vodnega prša na mokri stezi.

## 1939: očitki o favoriziranju Langa
Sezona 1939 je potekala pod stalno grožnjo izbruha Druge svetovne vojne, prekinil pa jo je Napad na Poljsko septembra. Prvenstvo se je pričelo z dirko za Veliko nagrado Belgije junija. V močnem dežju se je Caracciola zavrtel v ovinku La Source, izstopil iz dirkalnika in ga porinil v zavetje dreves. V drugem delu dirke je Richard Seaman zletel s steze v istem ovinku, njegov dirkalnik se je ob trku z dreves vnel in Seaman je utrpel hude opekline. Poškodbam je podlegel ponoči v bolnišnici po tem, ko se je za kratko zavedel. Celotno Mercedesovo moštvo je odpotovalo v London na pogreb. V preostanku sezone je Caracciola še šestič in zadnjič dobil dirko za Veliko nagrado Nemčije, ponovno je potekala v dežju, iz tretjega štartnega mesta. Ob tem je osvojil še drugi mesti za Langom na dirkah za Veliko nagrado Švice in Veliko nagrado Tripoliija. Zadnja zmaga je bila velik uspeh za Mercedes-Benz, saj so italijanski organizatorji v želji po prekinitvi dominantnosti nemških moštev na tej dirki omejili delovno prostornino motorjev na 1,5 litra, namesto običajnih 3,0 litra, spremembo pa so objavili tik pred dirko. Toda Mercedes-Benz je že pred tem izvedel za namere organizatorjev, zato je v osmih mesecih pred dirko izdelal dva dirkalnika Mercedes-Benz W165, ki sta na razočaranje organizatorjev zasedla prvi dve mesti na dirki. Caracciola je med sezono obtožil moštvo Mercedes-Benza favoriziranja Langa. V pismu lastniku Daimler-Benza, Dr. Wilhelmu Kisselu, je zapisal:
Ne vidim veliko možnost za spremembo situacije. Začne se z Herr Sailerjem [Max Sailer, tedaj vodja Mercedesovega dirkaškega oddelka], nadaljuje z Neubauerjem ter nato še z mehaniki, med katerimi obstaja prava obsedenost z Langom. Herr Neubauer je odkrito priznal Herr von Brauchitschu, da stoji zraven človeka, ki ima veliko srečo in na katerega sonce vedno sije... Res uživam v dirkanju in želim s tem nadaljevati še dolgo. Toda to je odvisno od predpostavke, da se lahko borim z enakim orožjem kot moji moštveni kolegi. Slednje pa bo zelo težko dosegljivo, daj so skoraj vsi mehaniki in specialisti za motorje na Langovi strani...
Kljub Caracciolovim protestom je bil Lang razglašen za evropskega prvaka s strani NSKK (Nationalsozialistisches Kraftfahrkorps, Nacionalni socialistični motorizirani korpus), čeprav AIACR tega ni potrdil, Auto Unionov dirkač Hermann Paul Müller pa je po veljavnem točkovanju vodil v prvenstvu ob prekinitvi zaradi vojne.

## Vojna, vrnitev in poznejša leta
Caracciola se je z ženo Alice vrnil na svoj dom v Lugano. V času vojne ni bilo mogoče dirkati, saj je bilo pomanjkanje goriva. Bolečina v nogi se je okrepila, zato sta se z ženo vrnila v Bologno na posvet z zdravnikom specialistom. Slendji je predlagal operacijo, toda Caracciola jo je zavrnil, saj bi okrevanje trajalo vsaj tri mesece. V zadnjem delu vojne je poskušal dobiti oba dirkalnika tipa W165, ki sta bila uporabljana na dirki za Veliko nagrado Tripolija 1939, da bi ostala nedotaknjena. Ko sta bila v začetku leta 1945 le poslana v Švico, so ju državne oblasti zasegle kot nemško lastnino.
Caracciola je bil povabljen na dirko Indianapolis 500 1946, na kateri je prvotno želel nastopiti z enim od dirkalnikov tipa W165, ki pa ga ni uspel dobiti pravočasno. Vseeno se je udeležil dirke v ZDA. Joe Thorne, lastnik lokalnega moštva, mu je ponudil enega od dirkalnikov lastne izdelave, toda na prostem treningu ga je v glavo zadel nek predmet, verjetno ptič, zaradi česar je trčil v ogrado. Življenje mu je rešila posebna čelada, za katero so organizatorji vztrajali, da jo nosi. Vseeno pa je v nesreči utrpel hujši pretres možganov in je bil nekaj dni v komi.
Caracciola se je na dirke vrnil leta 1952, ko ga je vpoklicalo Mercedesovo moštvo, da bi z dirkalnikom Mercedes-Benz 300SL nastopal na dirkah športnih dirkalnikov. Prva dirka, ki se je je udeležil, je bila Mille Miglia, ob njem sta za moštvo nastopala še Karl Kling in Hermann Lang. Kling je bil drugi, Caracciola pa četrti. Kasneje je bilo razkrito, da je imel dirkalnik Caracciole slabši motor od obeh moštvenih kolegov, verjetno zaradi pomanjkanja časa za pripravo dirkalnikov na dirko. Caracciolova kariera je bila dokončno končana po tretji večji nesreči na spremljevalni dirki ob Veliki nagrado Švice 1952, ko je ob blokiranih kolesih na dirkalniku 300SL trčil v drevo in utrpel poškodbo leve noge.
Po dirkaški upokojitvi je Caracciola deloval kot prodajalec Daimler-Benza za vojake organizacije NATO nastanjene v Evropi. Organiziral je prireditve in demonstracije, ki so potekale v vojaških bazah, kar se je poznalo na povečani prodaji Mercedes-Benza v tistem času. V prvem delu leta 1959 je zbolel za zlatenico, stanje pa se je kljub zdravljenju slabšalo. Kasneje istega leta so mu odkrili še cirozo jeter. 28. septembra 1959 je v Kasselu umrl zaradi odpovedi jeter star oseminpetdeset let. Pokopan je v domačem mestu Lugano.

## Povezave z nacizmom
Caracciola je prvič spoznal Hitlerja leta 1931, ko je naročil avtomobil Mercedes-Benz 770, takrat Mercedesovo najdražje vozilo, toda zaradi več nadgradenj po željah nacističnega voditelja, je izročitev nekoliko zamudila. Da bi omehčali Hitlerjevo jezo, mu je Mercedes naročil, naj dirkalnik dostavi v münchensko nacistično centralo. Caracciola je Hitlerja in njegovo nečakinjo Geli Raubal odpeljal po mestu na demonstracijsko vožnjo. Kasneje, po vojni, je zapisal, da ga Hitler ni posebej očaral: »Nisem si mogel predstavljati, da bi imel ta mož sposobnosti, da nekoč prevzame oblast.«
Kot večina nemških dirkačev v tridesetih letih, je bil član paravojaške nacistične organizacije NSSK, ki je med vojno skrbela za transport in zaloge. V poročilih z dirk v nemških medijih je bila Caracciola imenovan kot NSKK-Staffelführer Caracciola. Po nemških dirkah so dirkači sodelovali v propagandnih predstavitvah za gledalce, kar je koordiniral vodja NSKK Adolf Hühnlein, prisostvovali pa so višji člani nacistične organizacije. Čeprav je po vojni zapisal, da so se mu zdele take predstavitve dolgočasne in nenavdušujoče, je Caracciola občasno izrabil svoj položaj znanega dirkača za podporo nacističnem režimu, na primer leta 1938 ob volitvah v Reichstag je povedal: »Neverjeten uspeh teh novih dirkalnikov v zadnjih štirih letih je zmagoviti simbol Führerjevega uspeha v preobrazbi naroda.«
Kljub temu pa Caracciola ob druženju s pomembnimi člani nacistične organizacije bolj stal ob stani, ni aktivno sodeloval, nikoli tudi ni bil član Nacistične stranke. V avtobiografiji je zapisal, da je zavrnil prošnjo NSKK leta 1942, da bi zabaval nemške vojake. Caracciola je živel v Švici od začetka tridesetih let, kjer je, kljub ostrem nadzoru glede tujih valut, plačo dobival v Švicarskih Frankih. Med vojno je dobival pokojnino Daimler-Benza do leta 1942, ko so jo na pritisk Nacistične stranke prenehali plačevati.

## Zapuščina
Caracciola ob Nuvolariju in Rosemeyerju velja za enega najboljših dirkačev obdobja pred Drugo svetovno vojno. Znan je bil kot perfekcionist, ki je imel malo trčenj, njegov slog vožnje tudi ni povzročal okvar na dirkalnikih, znal je tudi dirkati prav v vseh razmerah. Njegovo razmerje z Albertom Neubauerjem, ki sta se medsebojno spoštovala, je pogosto omenjeno kot prispevek k njegovem uspehu. Po Caracciolovi smrti ga je Neubauer opisal kot:
Najboljši dirkač dvajsetih in tridesetih let, morda vseh časov. V njem sta bili v veliki meri združeni odločenost in koncentracija, psihološka trdnost in inteligenca. Caracciola je bil daleč najboljši po sposobnosti zmagoslavja nad napakami.
Njegova zbirka pokalov je bila podarjena muzeju v Indianapolisu, leta 1998 je bil tudi sprejet v Mednarodni motošportni hram slavnih. Leta 2001, ob stoletnici njegovega rojstva, je bil v rodnem mestu Remagen postavljen spomenik v njegovo čast. Ovinek Karussel na Nürburgringu je bil preimenoval v njegovo čast v ovinek Caracciola Karussel. Njegovih šest zmag na dirki za Veliko nagradi Nemčije je še danes rekord.

## Pomembnejše zmage
- Velika nagrada Irske 1929, 1930
- AVUSrennen 1931
- Coppa Acerbo 1938
- Velika nagrada Belgije 1935
- Velika nagrada Masaryka 1937
- Eifelrennen 1927, 1931, 1932, 1935
- Velika nagrada Francije 1935
- Velika nagrada Nemčije 1926, 1928, 1931, 1932, 1937, 1939
- Velika nagrada Italije 1934, 1937
- Velika nagrada Lemberga 1932
- Mille Miglia 1931
- Velika nagrada Monaka 1936
- Velika nagrada Španije 1935
- Velika nagrada Švice 1935, 1937, 1938
- Velika nagrada Tripolija 1935

## Popolni rezultatievropskega prvenstva
(legenda) (odebeljene dirke pomenijo najboljši štartni položaj)
| Leto | Moštvo          | Tovarna       | 1       | 2       | 3       | 4       | 5     | Prv | Toč |
| ---- | --------------- | ------------- | ------- | ------- | ------- | ------- | ----- | --- | --- |
| 1931 | Privatnik       | Mercedes-Benz | ITA     | FRA Ret | BEL     |         |       | 46= | 22  |
| 1932 | Alfa Corse      | Alfa Romeo    | ITA NC  | FRA 3   | NEM 1   |         |       | 3   | 9   |
| 1935 | Daimler-Benz AG | Mercedes-Benz | BEL 1   | NEM 3   | ŠVI 1   | ITA Ret | ŠPA 1 | 1   | 11  |
| 1936 | Daimler-Benz AG | Mercedes-Benz | MON 1   | NEM Ret | ŠVI Ret | ITA     |       | 6   | 22  |
| 1937 | Daimler-Benz AG | Mercedes-Benz | BEL     | NEM 1   | MON 2   | ŠVI 1   | ITA 1 | 1   | 13  |
| 1938 | Daimler-Benz AG | Mercedes-Benz | FRA 2   | NEM 2   | ŠVI 1   | ITA 3   |       | 1   | 8   |
| 1939 | Daimler-Benz AG | Mercedes-Benz | BEL Ret | FRA Ret | NEM 1   | ŠVI 2   |       | 3   | 17  |